# Xã Foster, Quận Luzerne, Pennsylvania
Xã Foster (tiếng Anh: Foster Township) là một xã thuộc quận Luzerne, tiểu bang Pennsylvania, Hoa Kỳ. Năm 2010, dân số của xã này là 3.467 người.